# Mauricio Barcelata
Mauricio Barcelata Pinedo (Alvarado, Veracruz, 5 de enero de 1970) conocido simplemente como Mauricio Barcelata, es un presentador de televisión y actor mexicano.
Hasta enero de 2014 formó parte de la conducción de Venga la Alegría junto a Raquel Bigorra, Raúl Osorio, Sergio Sepúlveda y Mauricio Mancera, entre otros. Su salida se debió supuestamente por problemas con la Televisora del Ajusco y el 10 de febrero de 2014 su lugar fue ocupado por Alfonso de Anda.
Fue el conductor principal del programa de TV "Para todos"; además condujo el programa Nocturninos, hasta el 20 de julio de 2009, al lado de Horacio Villalobos, Alejandra Ley, Denisse Padilla "La Mapacha", Agustín Cassanova y María José Suárez Castro quien es su actual pareja y con quien tiene 2 hijos.
Fue conductor del programa de variedades de Sale el sol de Imagen Televisión a lado de Luz María Zetina, Carlos Arenas y Paulina Mercado desde 2016 hasta 2019.
Un año después regresa a Televisa de nueva cuenta con la productora Magda Rodríguez para conducir el programa Guerreros 2020 a lado de Tania Rincón.
En 2023 regresaría a TV Azteca para reincorparse a Venga la alegría después de casi 9 años de ausencia.

## Biografía
Mauricio Barcelata Pinedo nace el 5 de enero de 1970 en Alvarado, Veracruz, México.
Inicia su carrera profesional como actor en el año de 1982 cantando en un grupo pop infantil llamado Cometa. Estudió actuación en el CEA y en 1994 trabajo como "extra" en la telenovela Agujetas de color de rosa.
Su salida del programa Nocturninos tuvo lugar en medio de la controversia que generó el despido de su pareja sentimental María José Suárez Castro, causado porque después del parto se le dieron 2 meses de descanso para luego volver al programa, pero ella no estuvo de acuerdo, después él (Mauricio Barcelata) fue a hablar con el director del canal, le dijo que ella estaba despedida, él se enojó y dijo que ya concluyó con su trabajo, saliendo de Nocturninos.
Para enero de 2009, se dio a conocer públicamente que Barcelata se cambiaría a TV Azteca, para conducir el programa Para todos. El 15 de enero de 2010 se despidió de la emisión para continuar con otros proyectos.

## Trayectoria

### Televisión
- Plaza Sésamo
- Agujetas de color de rosa (1994) como "Extra"
- Mi querida Isabel (1996) como "extra"
- Mujer, casos de la vida real (1996-2003) .... 11 episodios
- No tengo madre (1997) como "extra"
- Mi generación (1997-1998) .... Ángel
- ¿Qué nos pasa? (1998)
- Soñadoras (1998) .... Germán
- Derbez en cuando (1998)
- Cuentos para solitarios (1999) .... Genaro
- DKDA, sueños de juventud (1999-2000) .... Andrés
- Primer amor, a mil x hora (2000)
- El juego de la vida (2001) .... Mariano †
- Desde Gayola (2003-2009) .... Dieguito Gardel Lamarque[2]
- Mujer de madera (2004-2005) .... Vicente
- La fea más bella (2006-2007) .... Shorman
- Muchachitas como tú (2007) .... Roger
- Vecinos (2008) .... Marco
- Mujeres asesinas (México) (2008).... "Claudia, cuchillera" Jorge
- La loba (2010)....Tito
- Quererte así (2012).... Alberto Santos
- Esta historia me suena (2022)[3]

### Conducción
- Vida TV, el show  (2006)
- Espacio en blanco (2006)
- Nocturninos (2008-2009)
- Simpson Top 20
- Hoy (2007-2008), (2020-2022) - Conductor
- Muévete[4] (2008)
- Para todos (2009-2010)
- Detrás de Segunda oportunidad (2010)
- Justo a tiempo (2010)
- Aprieta y gana (2011)[5]
- Venga el domingo (2012-2014)
- Venga la alegría (2012-2014), (2023-presente)
- N2Ruedas (2013)
- La Academia Kids (2013) Backstage
- De buenas (2014)
- Todo o nada (2015)
- El último pitazo (2015)
- Sale el sol (2016-2019)
- Guerreros México (2020-2021)
- Inseparables: amor al limite (2022)[6]
- Casados a primera vista (2023)

### Teatro
- El divino secreto
- Fiebre de sábado por la noche
- Vaselina
- Lucas
- 69 todas tienen la razón
- La dama de negro
- Aventurera (2011-2012) - Bugambilia
- Baño de mujeres 2013
- El donador de almas (2019)

### Video-Clips
- Muchachita Consentida - Rayito Colombiano - Actor[7]